# Рубен, Кристиан
Кристоф Кристиан Рубен (нем. Christoph Christian Ruben; 29 или 30 ноября 1805, Трир — 9 июля 1875, Инцерсдорф (ныне — часть венского района Лизинг)) — немецко-австрийский «исторический живописец» академического направления.

## Биография
Кристиан Рубен был сыном Карла Рубена (1772—1843), учителя рисования в Трирской гимназии, который также обучал там своего сына. После окончания гимназии в 1823 году Кристиан отправился в Дюссельдорф, чтобы изучать живопись в Королевской прусской академии искусств под руководством Петера фон Корнелиуса.
Когда Корнелиус переехал в Мюнхен, Кристиан в 1826 году переехал за ним в столицу Баварии и работал над картонами для новых витражей Регенсбургского собора и церкви Девы Марии. Он работал по заказам короля Людвига I над несколькими крупными строительными проектами, сначала как помощник Корнелиуса, а затем самостоятельно.
Вслед за Максом Хаусхофером, он примкнул к объединению живописцев-пейзажистов «Художники Кимзее» (Chiemseemaler). Он женился на сестре жены Хаусхофера Анны, Сюзанне Думбсер (1819—1903), дочери трактирщика из Фрауэнинзеля. У супругов было несколько сыновей. Из них старший, Франц Рубен, также стал художником.
В 1841 году Кристиан Рубен отправился в Италию, он посетил Рим, где 29 апреля принял участие в «Черварофесте» (фестивале немецкоязычных художников в Риме), проводимого «Обществом Понте-Молле».
В том же году Кристиан Рубен был назначен директором Пражской художественной академии. Между 1850 и 1866 годами по картонам Рубена главный зал верхнего этажа Пражского Бельведера был расписан двенадцатью историческими сценами из истории Богемии. В этот же период Кристиан Рубен создал получившую известность картину маслом «Колумб в момент открытия нового мира».
В 1836 году Рубену было поручено вместе с Морицем фон Швиндом, составить эскизы росписей замка замке Хоэншвангау в южной Баварии.
В 1850 году Рубен стал членом комиссии по реформированию Венской Академии изобразительных искусств. С 1852 по 1872 год он был директором академии. Он не пользовался популярностью у своих современников, его непримиримым оппонентом был Карл Раль. Рубен посвящал много времени и сил проведению необходимых реформ, административной работе и обучении своих студентов. Среди его учеников были Карл Шлезингер, Карл Бёхайм, Зигмунд Л’Аллеманд, Фердинанд Лауфбергер, Габриэль фон Макс, Венцель Шварц, Франц Русс.
Через несколько лет после выхода на пенсию Кристиан Рубен скончался в возрасте шестидесяти девяти лет в Инцерсдорфе под Веной. Среди его наград — Орден Железной Короны, Императорский австрийский орден Франца Иосифа, Рыцарский крест Бельгийского ордена Леопольда, Офицерский крест Мексиканского ордена Гваделупе и Командорский крест папского ордена Ордена Григория Великого. Его могила находится на кладбище Фрауэнкимзее.
- Колумб в момент открытия нового мира. До 1875. Медь, масло. Частное собрание
- Битва при Липане. 1868. Холст, масло. Музей истории искусств, Вена
- Возвращение прогульщика в школу. До 1875. Холст, масло. Частное собрание
- Ave Maria. Роспись по фарфору. Дюссельдорф